# زئبق أحمر

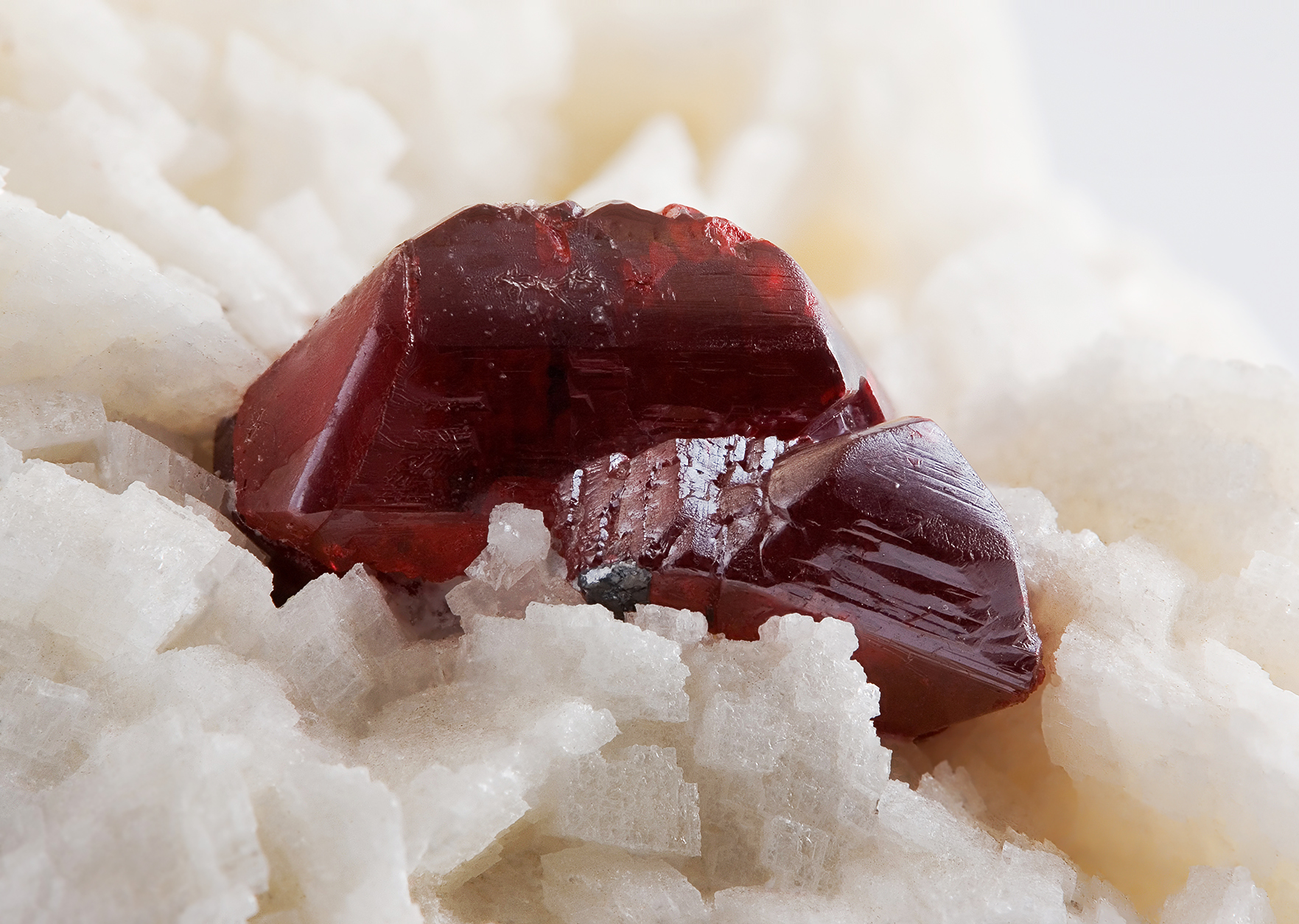

الزئبق الأحمر مادة ذات تركيبة غير مؤكدة ذاع صيتها منذ عقد الثمانينيات من القرن العشرين بسبب المزاعم الكثيرة التي راجت حول استخداماتها الكثيرة في صناعة عدد من الأسلحة المختلفة غير ذات العلاقة ببعضها البعض، وهو مما أثار المزيد من الشكوك حول صحة وجود مثل هذه المادة، فمثلاً يزعم مروجوا تلك المادة أنها تدخل في صناعة الأسلحة النووية، أو أنها توفر طريقة أسهل لصنع القنابل الاندماجية وذلك عبر تفجير مادة الزئبق الأحمر موفرةً بذلك ضغطاً شديداً يؤدي لبدء التفاعل النووي الاندماجي دون الحاجة لوقود انشطاري يُفَجَّر نووياً أولاً لتوفير الضغط اللازم (انظر القنبلة الهيدروجينية)، كما أشارت مزاعم أخرى إلى أن الزئبق الأحمر يمثل مفتاح نظم توجيه الصواريخ البالستية السوفييتية أو حتى مزاعم بإنه البديل الروسي المستعمل لتقنية الطلاء المضاد للرادار في طائرات الشبح.
ولقد ضبطت عينات من الزئبق الأحمر مع إرهابيين مفترضين تبين فيما بعد أنها ليست سوى أصباغ حمراء أو مساحيق لا قيمة لها، ويعتقد البعض أن بعض عمليات بيع تلك المواد تمت بشكل متعمد من قبل أجهزة أمنية بهدف الإيقاع بمهربين للمعدات والمواد النووية، حيث ينسب البعض اختلاق قصة الزئبق الأحمر إلى وكالات مخابرات الاتحاد السوفييتي السابق أو إلى وكالات حكومية أمريكية.

## مزاعم الاستخدامات
- من بين أبرز المزاعم حول استخدامات الزئبق الأحمر أنه يدخل في صناعة القنابل الاندماجية إذ يستعمل كمفجر ابتدائي بديل عن الوقود الانشطاري المستخدم في القنابل الاندماجية كما سبق وأشير في بداية المقال، وقد أيد هذا الزعم الفيزيائي صامويل كوهين مخترع القنبلة النيوترونية، إلا أن هذا الزعم يتعذر تصديقه علمياً لأن أي تفجير تقليدي لمادة ما لن يقدم سوى طاقة غير كافية وضئيلة جداً مقارنة بالطاقة التي يوفرها الوقود النووي الانشطاري.
- زعم آخر انتشر في عقد التسعينات هو أن الزئبق الأحمر يسهل عملية تخصيب اليورانيوم بدرجة عالية يتيح استعماله للأغراض العسكرية، وذلك دون الحاجة لأجهزة الطرد المركزي التي يسهل تعقبها دولياً من قبل الدول والمؤسسات التي تعمل على منع انتشار الأسلحة النووية.
- زعم ثالث شائع قال بأن الزئبق الأحمر ليس اسماً حقيقياً وإنما اسم شيفرة code name يشير ببساطة إلى اليورانيوم أو البلوتونيوم، أو ربما إلى الليثيوم 6 وهي مادة لها علاقة بالزئبق ولها لون يضرب إلى الحمرة بسبب بقايا المواد الزئبقية المختلطة بها. وإن كانت استخدامات الليثيوم 6 في الأسلحة الاندماجية تغطيها السرية.
- وهناك مزاعم أخرى عديدة قدمتها صحيفة برافدا الروسية عام 1993 كان من بينها استخدامات الزئبق الأحمر كطلاء للاختفاء من الرادار وكمادة تدخل في صناعة الرؤوس الحربية الموجهة ذاتياً.
- في عام 2009 راجت في السعودية إشاعة حول احتواء مكائن الخياطة سنجر على مادة الزئبق الأحمر، وهو مما أدى إلى تدافع البعض لشراء مكائن الخياطة من هذا النوع بأسعار هائلة، وقد ترواحت مبررات الشراء بين مزاعم استخدام الزئبق الأحمر في إنتاج الطاقة النووية وحتى استحضار الجن واستخلاص الذهب واكتشاف مواقع الكنوز المدفونة، شرطة الرياض نسبت إطلاق تلك الإشاعات إلى عصابات نصب.[2][3]
- مزاعم كثيرة راجت حول دخول الزئبق الأحمر في أعمال تحنيط جسد المومياء المصرية قديماً.

## وصلات خارجية
- BBC News: What is Red Mercury?
- About.com: What is Red Mercury? نسخة محفوظة 3 أغسطس 2004 على موقع واي باك مشين.
- NTI: A short history of scams involving Red Mercury and Osmium - 187